# Макебуко (комуна)
 Макебуко — одна з комун провінції Гітега, у центральному Бурунді. Центр — однойменне містечко Макебуко.